# Yanga-Nationalpark
Der Yanga-Nationalpark ist ein Nationalpark im Südwesten des australischen Bundesstaates New South Wales. Der 31.190 ha große Park beginnt fünf Kilometer östlich von Balranald und zieht sich über 170 Kilometer am Südufer des Murrumbidgee River entlang. Der Park enthält Feuchtgebiete, Sümpfe, Seen und Eukalyptus-Uferwald (z. B. River Red Gum). Er bietet in großem Umfang Brutgebiete für Wasservögel.
Yanga war früher eine wichtige Schafzuchtstation, die in den 1830er-Jahren von William Charles Wentworth, einem Entdecker, gegründet wurde. Im Juli 2005 gab die Regierung von New South Wales bekannt, dass sie die Station zur Einrichtung eines Nationalparks gekauft habe.